# 非建制派
非建制派，或稱非建制陣營，為一個香港政治意識形態陣營，政治上與建制派分庭抗禮。
2016年後，非建制陣營指建制派以外的政治派系所組成的陣營，即泛民主派、部分立場偏民主派的中間派、自決派及本土派（包括ALLinHK）的聯合陣營。
非建制派被親中媒體、建制派及政府稱其成員為「反對派」，因其成員主要反對香港特區政府的提出不公平政策和議案。
非建制派在2016年香港立法會選舉地區直選中獲得有55%的普選票支持，取得30席，為1995年香港立法局選舉以來最多。但在香港立法會宣誓風波後，經香港政府入稟司法覆核，6名非建制派議員先後被香港高等法院褫奪議員資格，成員減至23名，並失去地區直選的否決權，雖然在2018年香港立法會補選中取回2席，但因九龍西選區落敗，無法奪回分組點票的否決權。
在2021年香港變更選舉制度後，選民人數大幅度減少，並增設選舉委員會議席且提名審查。當中有一批自稱「非建制派」的人士參選，當中只有狄志遠當選。而在選舉後，該批參選人並沒有在相關主要的人權及民主議題，例如為歷經搜捕事件的《立場新聞》發聲。

## 政治派別
- 民主派：曾長期為香港立法會第二大派系，1991－2012年在地區直選一直取得的選票比例較建制派高（泛民獲約五成多的選票，建制派獲約四成多的選票），2016年受其他本土自決派（現稱「抗爭派」）分薄票源及名單碎片化影響下，地區直選議席及得票下降，但議席數目及得票仍然較建制派高。至於在區議會（第二）功能界別中，如果用抗爭手法和路線分類民主派的話，可以是：
  - 溫和民主派： 民主黨、 公民黨、 工黨、民 民協、街工
  - 激進民主派： 社民連 、 人民力量、 香港本土
  - 自決派：主張香港民主自決，使香港達致多元及平等的社會（ 小麗民主教室）
- 本土派：強調本土香港人利益及力爭社會公義。部分支持與台灣政黨 台灣基進合作，結合本土意識，部分支持香港獨立。
- 中間派：如醫學界立法會議員陳沛然雖然不屬於民主派，但他曾經加入民主派會議，但之後退出，並支持設立西九龍站內地口岸區。2016年9月2日，葵青區議員張慧晶突然宣布隨一眾民調不高的泛民主派候選人放棄立法會競選，並呼籲其支持者將選票投予公民黨的郭家麒、街坊工友服務處的黃潤達等非建制派候選人。[2][自述来源]2019年12月，390人連任或候任區議員聯署要求立法會把警隊薪酬調整抽起，以示對香港警察的不滿（包括甄啟榮、伍顯龍）。[3]
- 修憲派：主張「永續基本法，保一國兩制」，並支持推動香港憲政民主發展及實現保障港人自由和人權之普選制度（鄭松泰等）。

## 名稱源由
民主派學者蔡子強認為，以「建制派」和「反對派」形容兩大陣營會較貼切。「建制派」較清晰的分野是對於政改方案的投票立場，因為兩派陣營都壁壘分明，以及建制派是強調支持中央。「反對派」其實比「非建制派」更好形容目前泛民、自決派及本土派聯盟的性質，因為他們是監察和制衡政府。
民主黨副主席尹兆堅說，「非建制派」的標籤反映政黨多元化，也代表這個派內的各黨派需要更多時間去協調溝通，以及採議題式的合作，「過去我們（民主派）有自我身分認同，都是泛民，所以好快埋位」。公民黨楊岳橋表示，自決派昔日與泛民有爭拗，只是政治表達方式差異，看不到各黨的意識型態有大分歧。「全國港澳研究會」副會長劉兆佳表示，民主派的標籤因應有更多新興激進力量加入，而改變名稱，由民主派變成泛民，再到目前的非建制派。非建制派的統稱是為了團結對抗建制派，不過，當中各黨的政治理念各有不同，而民主派也因採用「非建制派」統稱，反映爭取民主不再是泛民專利，「民主派放棄了爭取民主的道德高地」。

## 2021年以後
原本的非建制派體制遭排除在外之後，在2021年香港選舉委員會界別分組選舉，有些媒體將本身被形容為香港中間派的新思維黨員狄志遠，形容其為「非建制派」。然而英國廣播公司的中文報導形容其和民主派有一定距離。自此之後，立場偏向泛民主派的香港中間派亦被列入「非建制派」派系以內，「非建制派」一詞的意思開始和中國八大民主黨派類近。